# Bussiera d'Ausança
Bussiéra Novela (en francès Bussière-Nouvelle) és un municipi de França, a la regió de la Nova Aquitània, departament de la Cruesa, al districte de Lo Buçon i cantó d'Auzances.
La seva població al cens de 1999 era de 105 habitants. Està integrada a la mancomunitat de municipis Communauté de communes Auzances-Bellegarde-en-Marche.

## Demografia
| 1968 | 1975 | 1982 | 1990 | 1999 |
| ---- | ---- | ---- | ---- | ---- |
| 165  | 141  | 130  | 113  | 105  |

## Administració
| Període   | Identitat       | Partit |
| --------- | --------------- | ------ |
| 2001-2008 | Gérard Rollin   |        |
| 2008-     | Valérie Simonet | UMP    |